# René Doumic
René Doumic (7. března 1860, Paříž – 2. prosince 1937 tamtéž) byl francouzský literární historik a kritik.

## Životopis
Doumic navštěvoval Lycée Condorcet a studoval na École normale supérieure. V období 1883 až 1897 vyučoval na Collège Stanislas rétoriku a začal svou žurnalistickou dráhu. Přispíval do Journal des débats, Correspondant a Revue des Deux Mondes, kterou vedl v letech 1916 až 1937.
V roce 1909 byl zvolen za člena Francouzské akademie a v roce 1923 byl pověřen úřadem Secrétaire perpétuel.

## Dílo
- Éléments d'histoire littéraire (1888)
- Portraits d'écrivains. Alexandre Dumas fils, Émile Augier, Victorien Sardou, Octave Feuillet, Edmond et Jules de Goncourt, Émile Zola, Alphonse Daudet (1892)
- De Scribe à Ibsen (1893)
- Écrivains d'aujourd'hui. Paul Bourget, Guy de Maupassant, Pierre Loti, Jules Lemaître, Ferdinand Brunetière, Émile Faguet, Ernest Lavisse (1894)
- Études sur la littérature française (5 Bände, 1896–1905)
- Les Jeunes, études et portraits (1896)
- Essais sur le théâtre contemporain (1897)
- Les Hommes et les idées du XIXe siècle (1903)
- George Sand. Dix conférences sur sa vie et son œuvre (1909)
- Lamartine (1912)
- Saint-Simon, la France de Louis XIV. (1919)